# جون لي (موسيقي)
جون لي (بالإنجليزية: John Lee)‏ هو موسيقي ومنتج أسطوانات وملحن أمريكي، ولد في 28 يونيو 1952 في Roxbury, Boston ‏ في الولايات المتحدة.

## وصلات خارجية
- جون لي على موقع ميوزك برينز (الإنجليزية)
- جون لي على موقع ديسكوغز (الإنجليزية)